# Svenska Läkaresällskapets hus

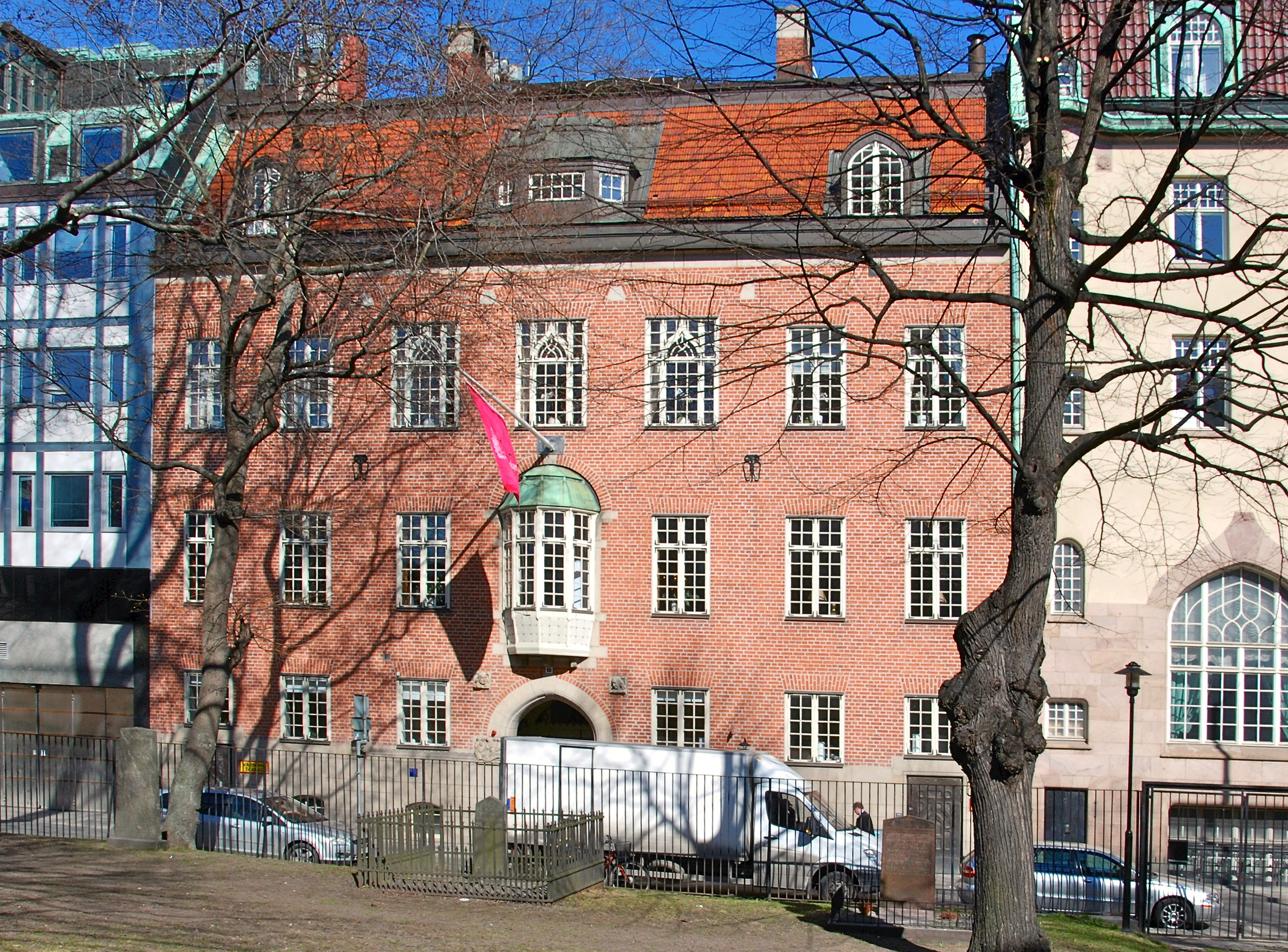
Svenska Läkaresällskapets hus, 2011.

Svenska Läkaresällskapets hus är en byggnad i kvarteret Hägern större vid Klara östra kyrkogata 10 på Norrmalm i Stockholm intill Klara församlingshus, uppförd för Svenska Läkaresällskapet 1904–1906 efter ritningar av arkitekt Carl Westman. Byggnaden blev ett genombrott för Westman och den nationalromantiska byggnadsstil, en form av svensk jugend, som han representerade. Byggnaden används alltjämt av Läkaresällskapet. Fastigheten är blåmärkt av Stadsmuseet i Stockholm vilket innebär att den äger "synnerligen höga kulturhistoriska värden".

## Byggnadsbeskrivning
| Mosaiker i entréhallen. |  | Mosaiker i entréhallen. |
| Mosaiker i entréhallen. |  |                         |

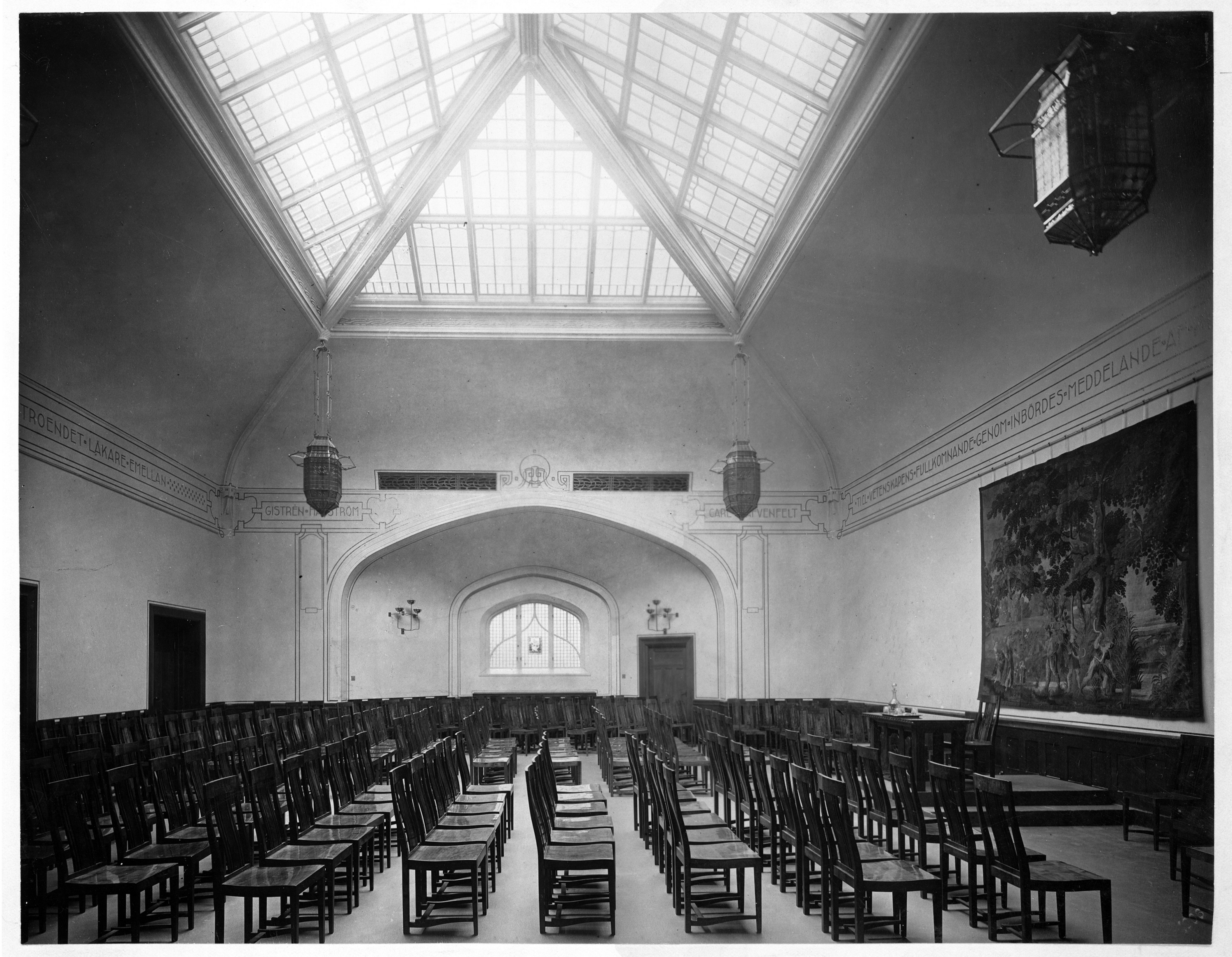
Samlingssalen, 1904.

Byggnaden, som restes av byggmästarfirman Carlsson & Löfgren, har granitsockel och en fasad i handslaget oputsat tegel från Minnesbergs tegelbruk. Westman inledde med byggnaden en period av tegelbyggen som var inspirerade från England och Danmark. Karakteristiska för Läkaresällskapets hus är de smårutiga, vitmålade fönstren placerade i fasadliv. Dominerande i husets mitt är entréportalen med en omfattning av västkustgranit från Kullgrens Enka. Arkitektens hustru Elin Westman har formgivit järngrindarna i porten. I omfattningen finns två granitreliefer av Christian Eriksson, som visar en grupp läkare kring en patient. Taket bekäddes med glaserat tegel.
Interiören präglas av stram jugendstil; här finns mosaikgolv, snidade trappräcken, lampkronor och möbler av Westman. Den glastäckta samlingssalen, med plats för 250 sittande, har dekorationsmålningar utförda av Filip Månsson. Husets inre är till större delen i originalskick.
Arkitektkollegan Torben Grut var både kritisk till och entusiastisk över Westmans skapelse. 1907 skrev han i tidskriften Arkitektur bland annat: "Diskret, allvarlig, flärdlös reser sig den nya byggnaden på denna vackra plats". Hans ord återspeglar hur byggnaden upplevdes av samtidens ledande arkitekter.

## Fasadutsmyckning
Portalen omges av granitreliefer skapade av Christian Eriksson, bland dem märks Olaus Rudbeck och Carl von Linné.

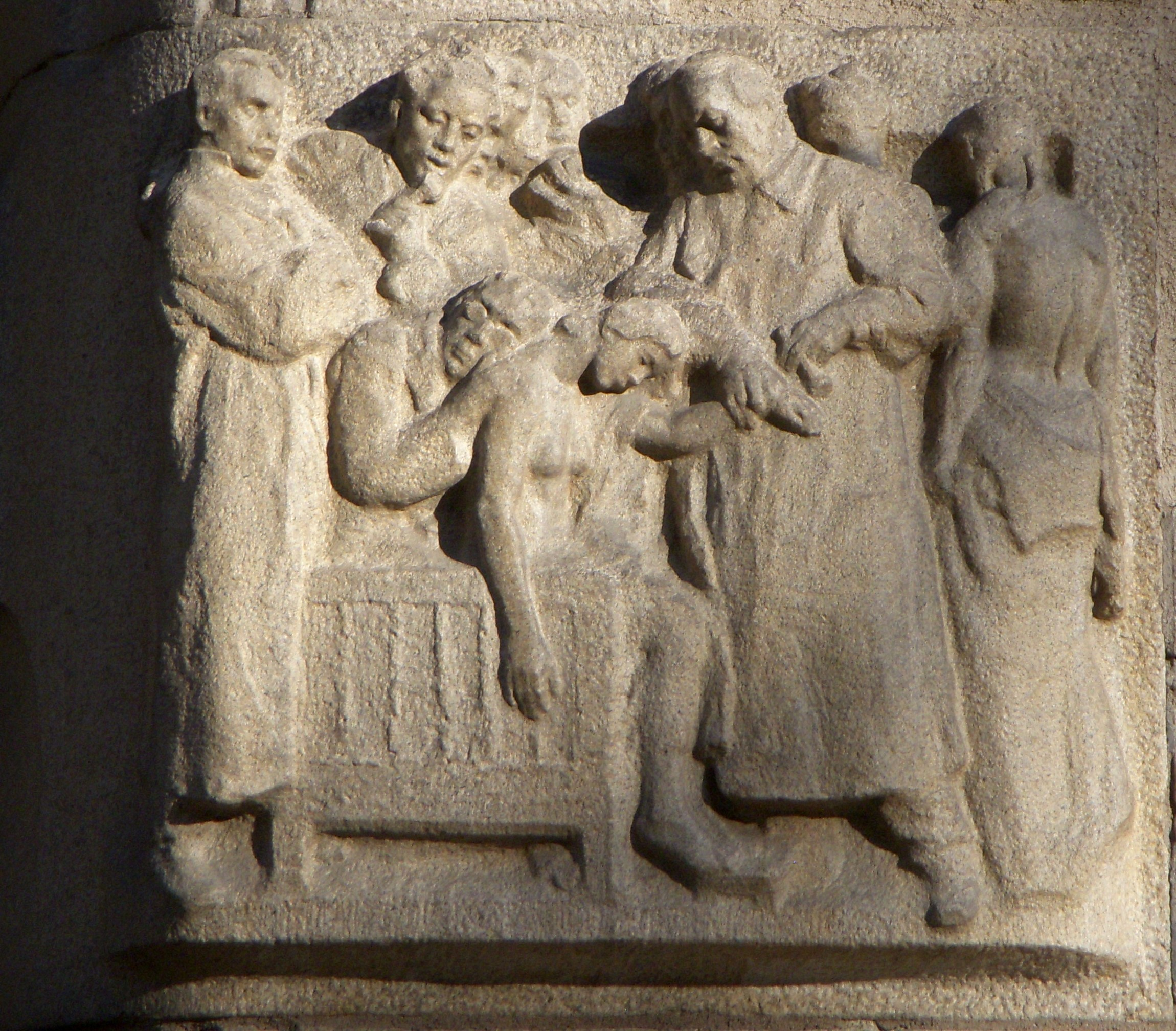
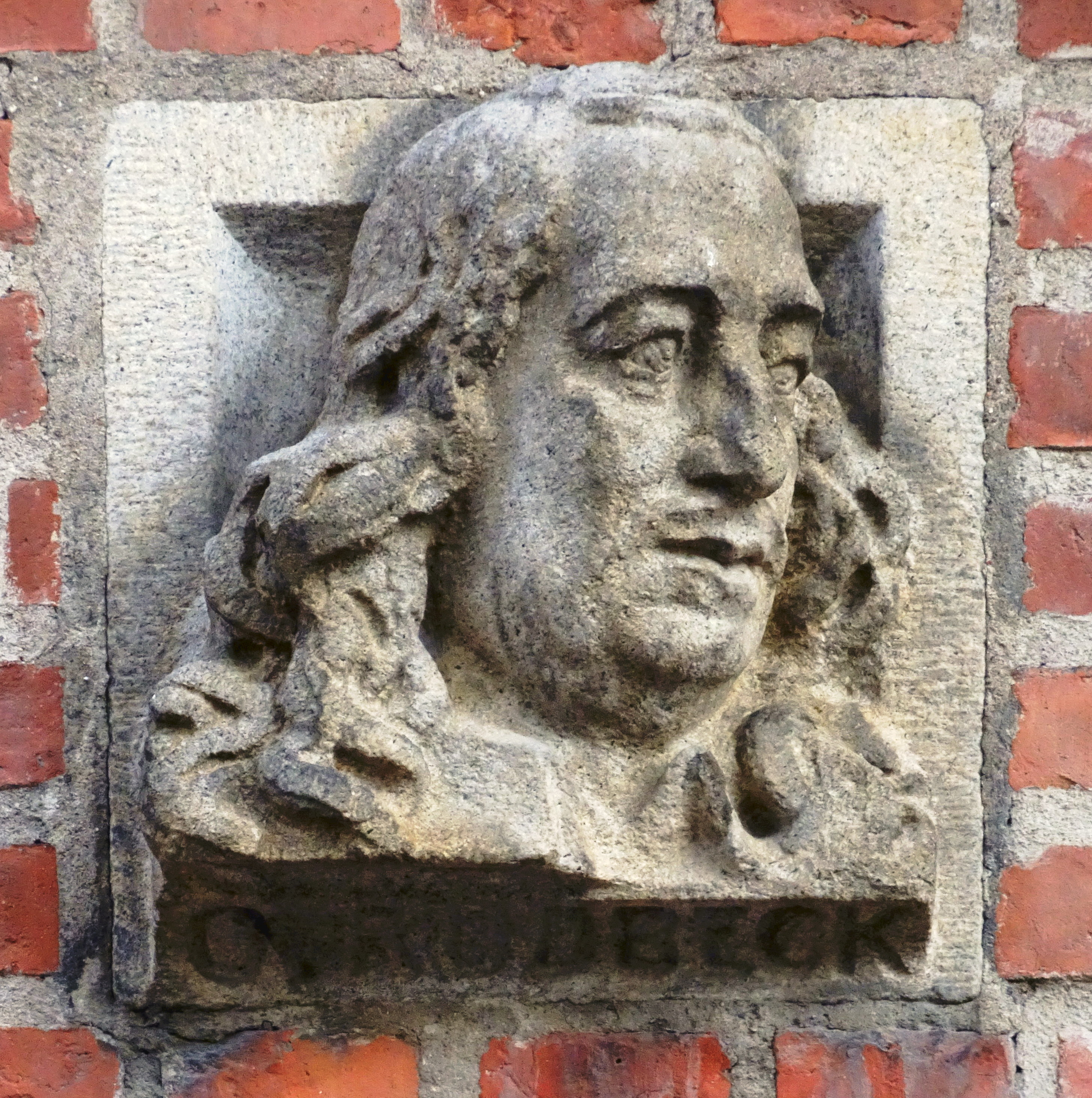
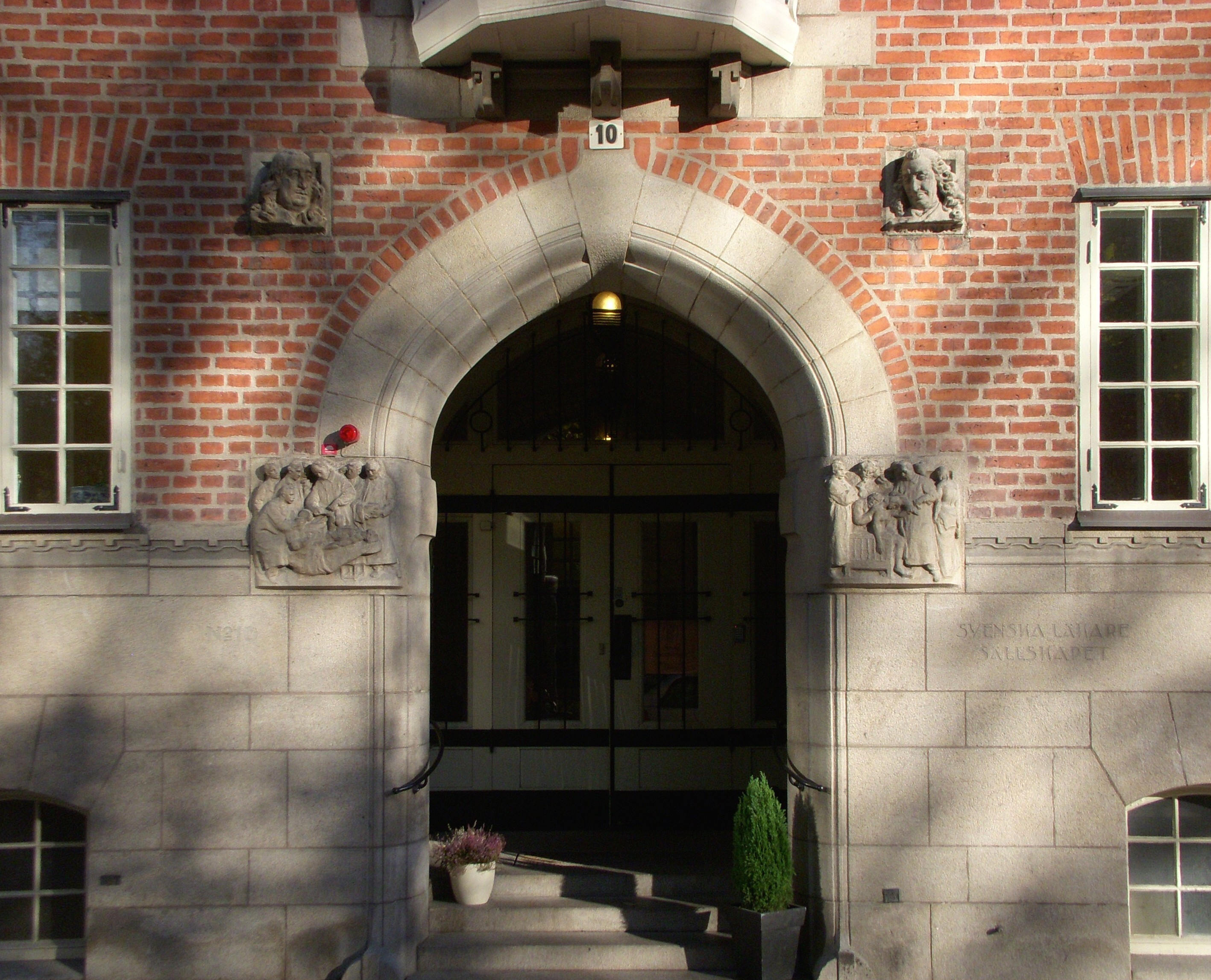
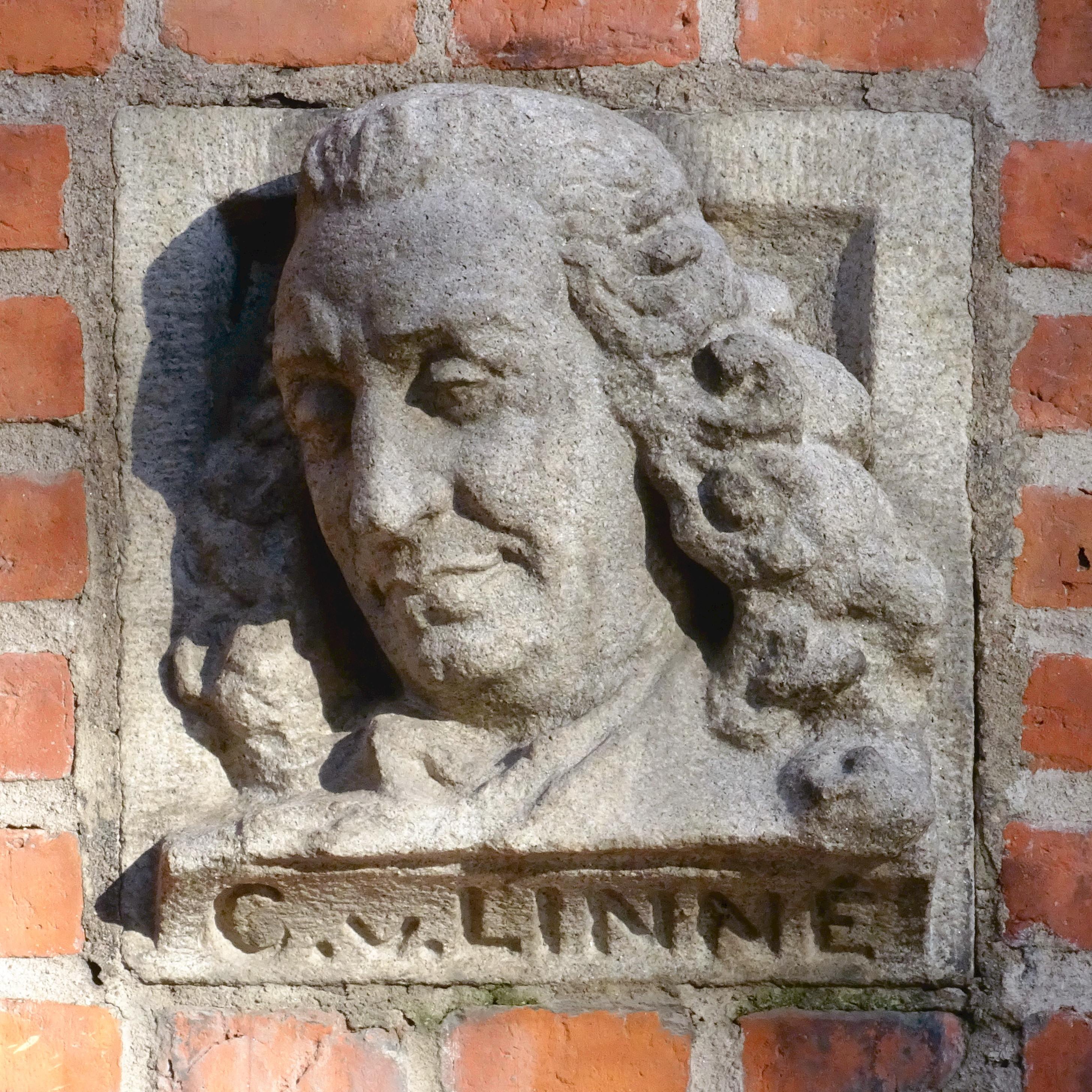
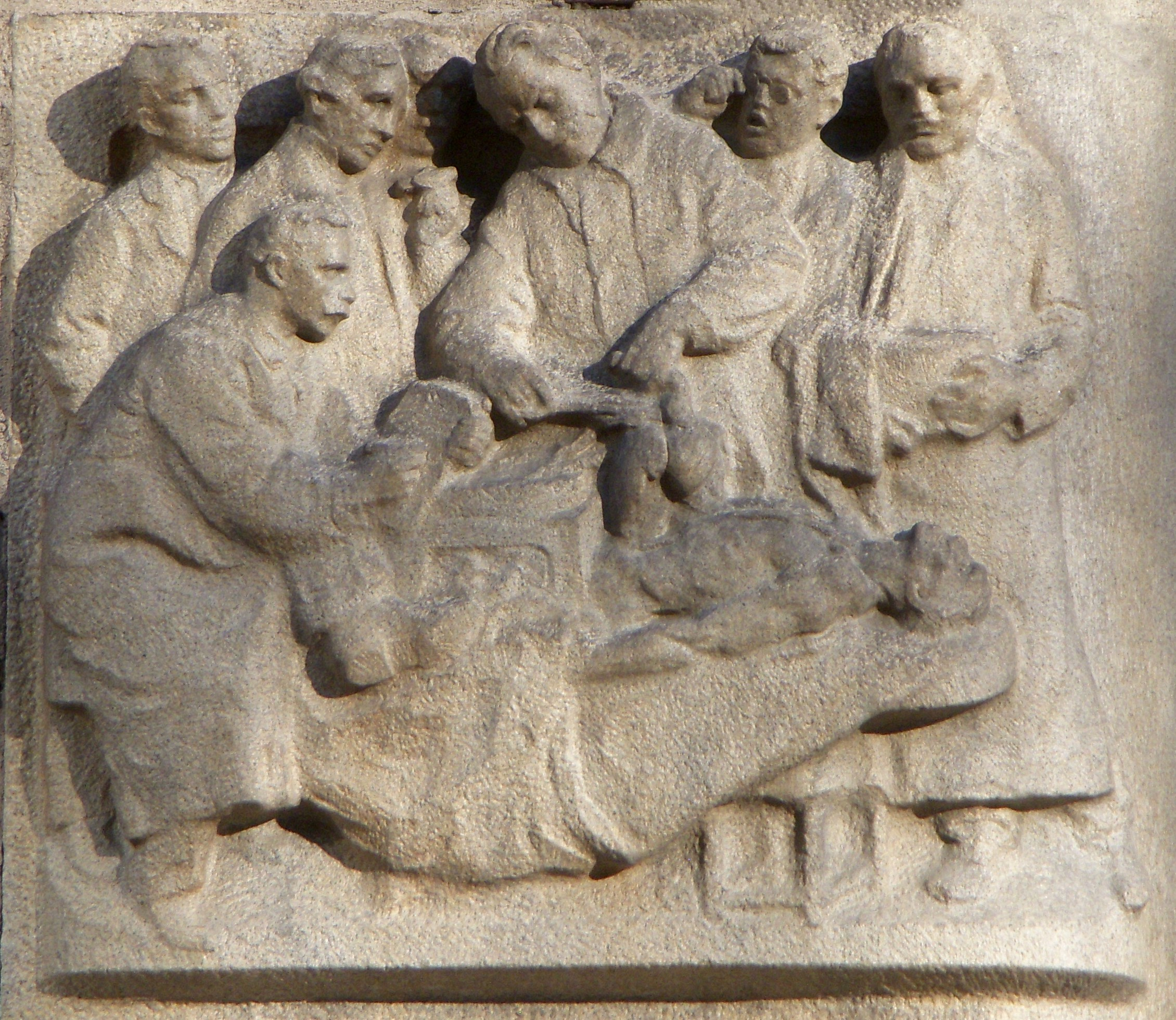

## Interiörbilder

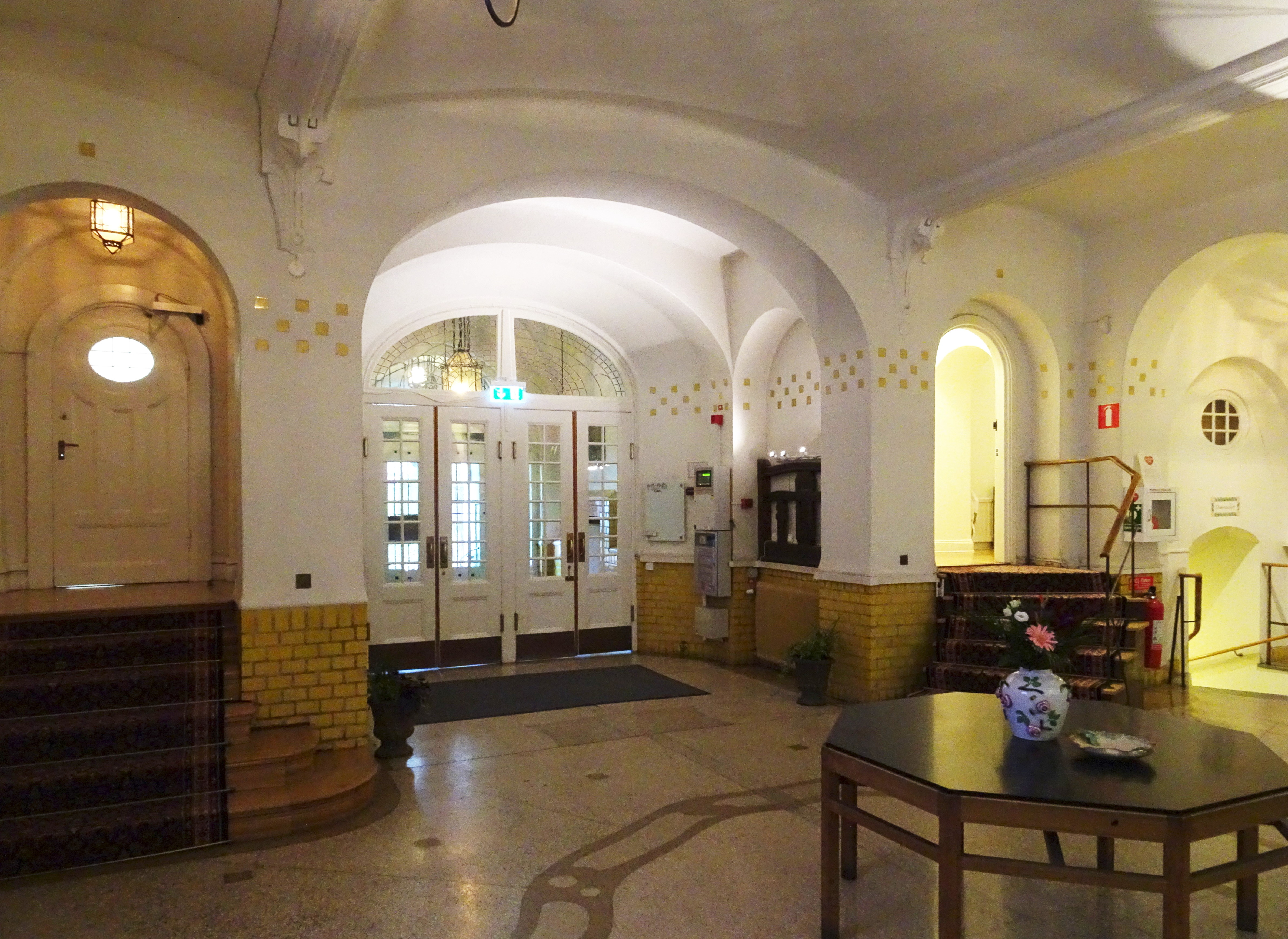
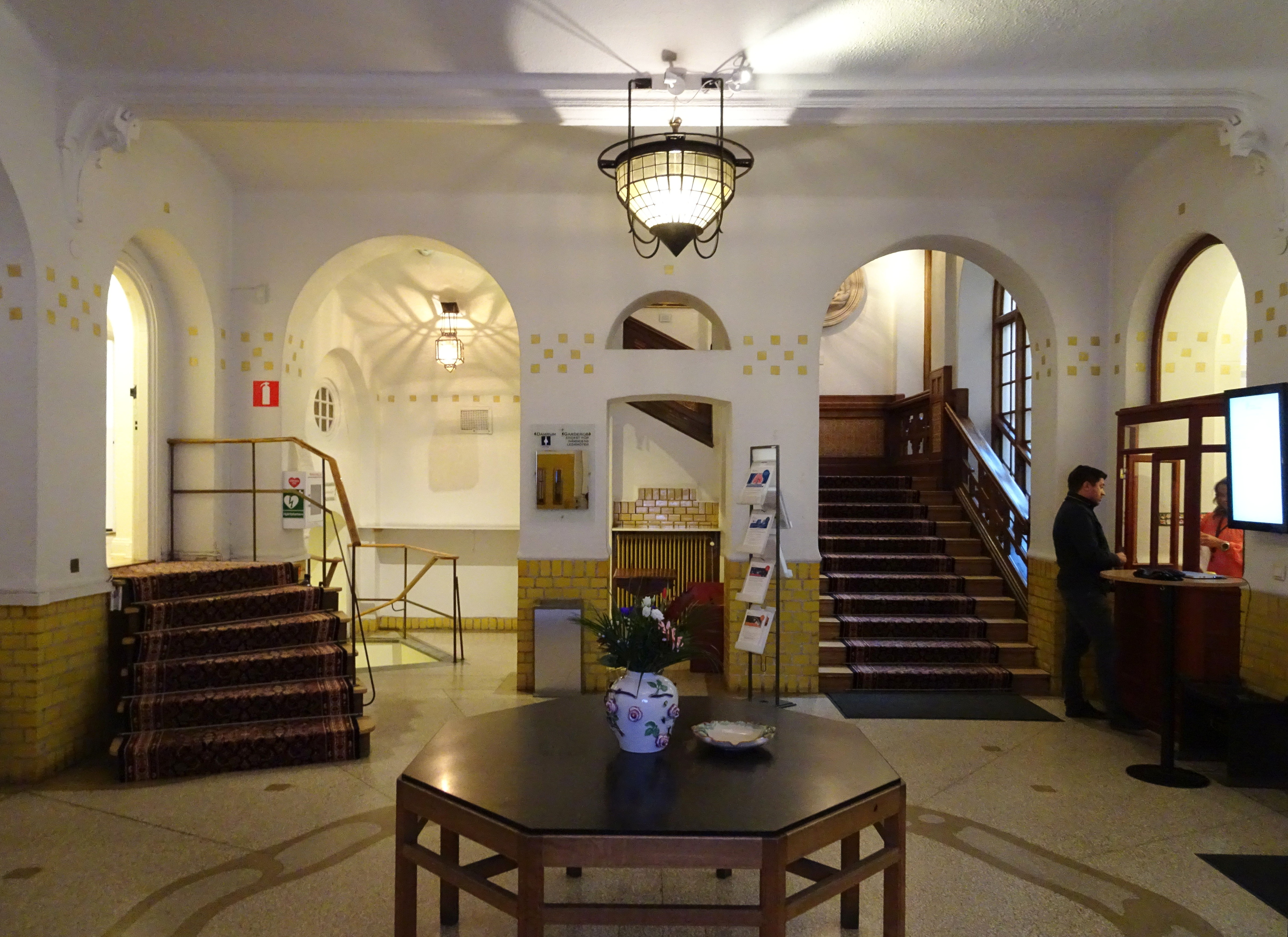
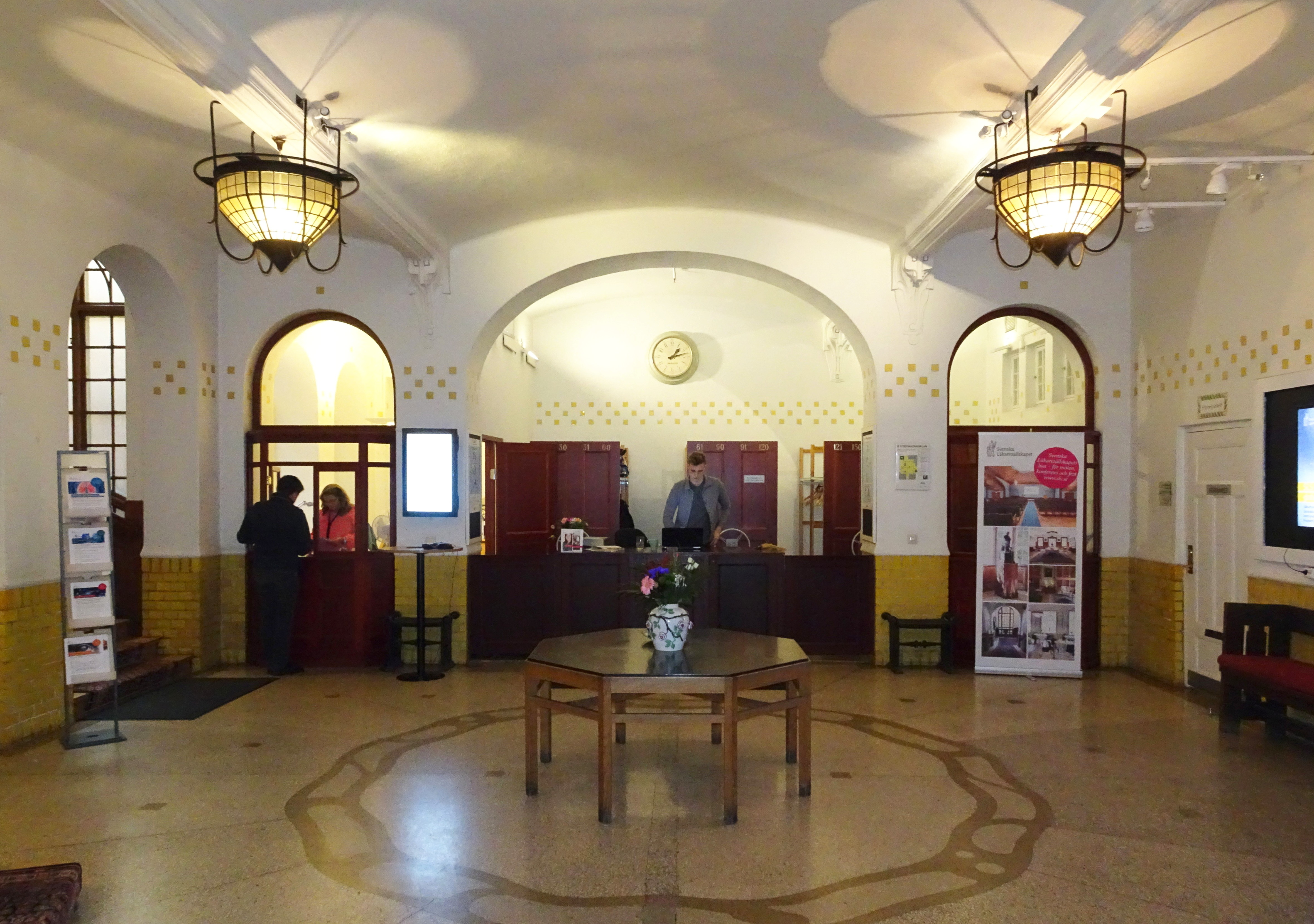
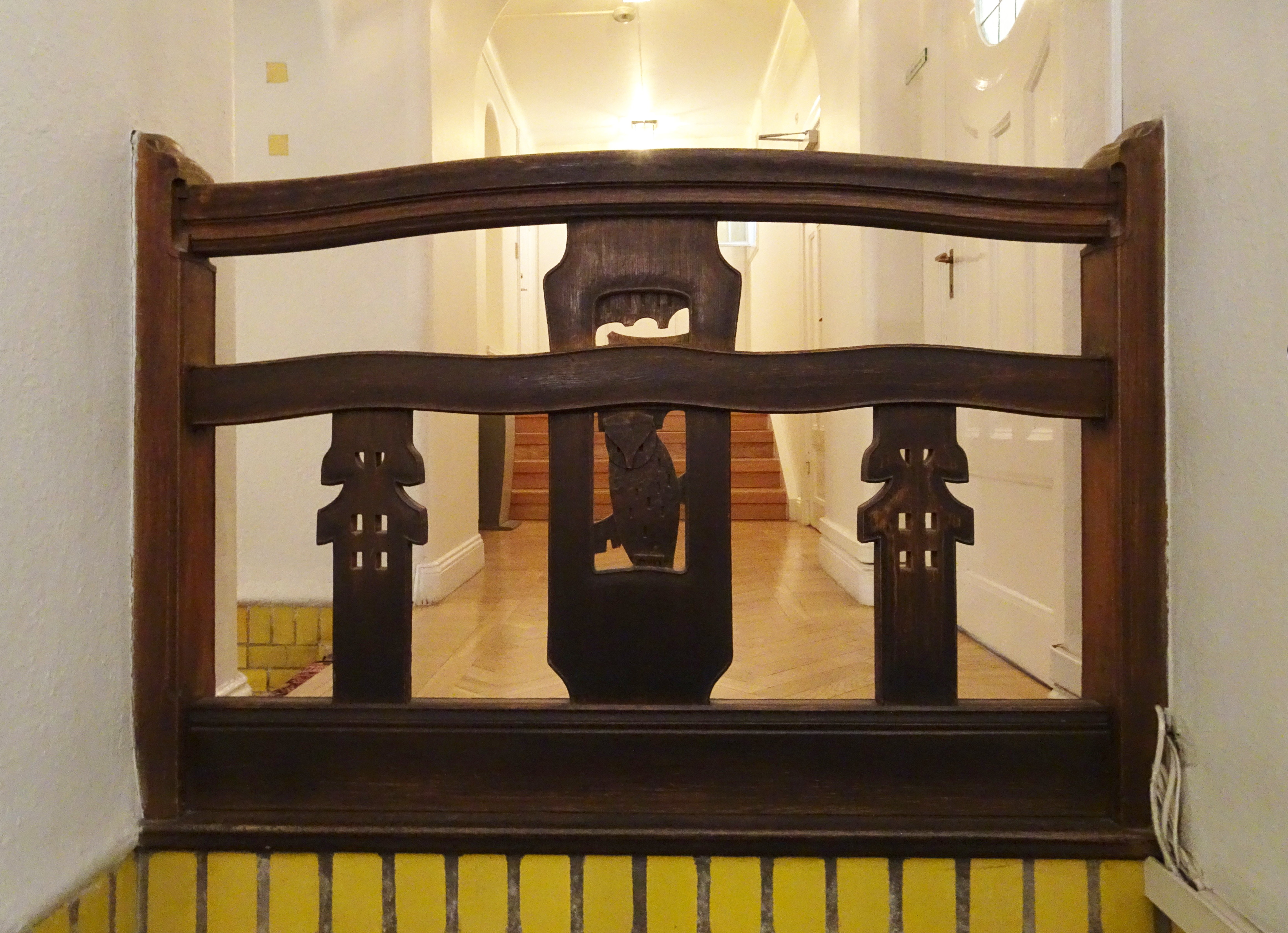